# Mitsubishi AAM-5
Тип 04 (яп. 04式空対空誘導弾 04 сики ку:таику: ю:до:дан, «управляемая ракета воздух-воздух типа 04», также Мицубиси AAM-5 (англ. Mitsubishi Air-to-Air Missile 5)) — японская управляемая ракета класса «воздух—воздух» малой дальности, оснащённая тепловой головкой самонаведения. Разработка корпорации Mitsubishi Heavy Industries, на 2007 год находилась в финальной стадии испытаний (прототип XAAM-5) и принятия на вооружение. По характеристикам близка к европейской IRIS-T. В Воздушных силах самообороны Японии должна постепенно заменить ракеты AAM-3 предыдущего поколения.

## Тактико-технические характеристики
1. Длина: 2,86 м
2. Диаметр: 0,126 м
3. Размах крыла: 0,650 м
4. Масса: 83,9 кг
5. Система наведения: Инфракрасная ГСН
6. Дальность: 35 км
7. Скорость: 3 М